# City National Plaza
City National Plaza è un complesso di due torri gemelle situato nel centro di Los Angeles, negli Stati Uniti. 
Le due torri, City National Tower e Paul Hastings Tower, sono state i grattacieli più alti di Los Angeles per un anno, prima di essere superate dall'Aon Center. City National Plaza si trova sul sito dell'art déco Richfield Tower, edificio che era stato progettata dagli architetti  Morgan, Walls & Clements nel 1920. Completato nel 1972 come sede della compagnia petrolifera ARCO, City National Plaza è stato il primo centro di affari nella Downtown.